# Bogusław Czarny
Bogusław Andrzej Czarny (ur. 1957) – polski ekonomista specjalizujący się w historii myśli ekonomicznej i metodologii ekonomii, profesor nadzwyczajny warszawskiej Szkoły Głównej Handlowej.